# Theta Cassiopeiae
Pour les articles homonymes, voir Marfak.
Désignations
Theta Cassiopeiae (θ Cas / θ Cassiopeiae, Thêta Cassiopeiae) est une étoile située dans la constellation de Cassiopée. Son nom traditionnel est Marfak, qu'elle partage avec les étoiles μ Cassiopeiae, κ Herculis et α Persei (voir Marfak). Elle est visible à l'œil nu avec une magnitude apparente de 4.33. D'après la mesure de sa parallaxe annuelle par le satellite Hipparcos, elle est située à environ ∼ 134 a.l. (∼ 41,1 pc) de la Terre.
Theta Cassiopeiae est une étoile blanche de la séquence principale de type spectral A7V. Il s'agit d'une variable suspectée dont la magnitude a été notée varier entre 4,32 et 4,36. En astronomie chinoise, cette étoile fait vraisemblablement partie de l'astérisme Gedao, représentant une route escarpée traversant un territoire montagneux.